# Касимов Олексій Степанович
Олексій Степанович Касимов (рос. Алексей Степанович Касимов; нар. 1 січня 1914 — пом. ?) — радянський футболіст, нападник.

## Життєпис
Футбольну кар'єру розпочав у 1937 році в складі московського «Спартака». Дебютував у складі «спартаківців» 31 серпня 1937 року в переможному (3:1) домашньому поєдинку 7-го туру групи «А» проти столичного «Локомотива». Олексій вийшов на поле з лави для запасних, звмінивши одного з авторів голів, Сергія Удалєєва. Дебютним голом у футболці «народної команди» відзначився 3 вересня 1937 року на 29-й хвилині переможного (1:0) виїзного поєдинку 2-го туру групи А проти іншого столичного клубу, «Динамо». Касимов вийшов у стартовому складі та відіграв увесь матч. У складі «Спартака» в класі «А» зіграв 12 матчів та відзначився 4-ма голами, ще 1 матч провів у кубку Росії. 
У 1939 році перейшов до іншого «Спартака», мінського. Дебютував у футболці білоруського клубу 13 травня 1939 року в програному (0:5) поєдинку 1-го туру групи «Б» проти тбіліського «Локомотива». Олексій вийшов на поле в стартовому складі та відіграв увесь матч. У футболці мінчан провів 2 поєдинки й того ж року підсилив московський «Харчовик». Кольори московських «харчовиків» захищав до 1940 року, за цей час у класі «Б» відзначився 22-ма голами. 
У 1941 році підсилив харківський «Спартак», який виступав у класі «А». Дебютував у футболці харківського колективу 27 квітня 1941 року в нічийному (1:1) виставковому матчі майстрів 1-го туру проти ленінградського «Динамо». Олексій вийшов на поле в стартовому складі та відіграв увесь матч. У футболці харківського «Спартака» провів 4 поєдинку. Футбольну кар'єру завершив у 1943 році в складі московських «Крил Рад».